# Miss Dalí
Miss Dalí és una pel·lícula biogràfica de 2018 dirigida i escrita per Ventura Pons i protagonitzada per Siân Phillips. La pel·lícula narra el distanciament dels germans Dalí, Salvador i Anna Maria, al llarg de quaranta anys, després que el pintor exhibís a París una composició amb la inscripció “De vegades per plaer escupo sobre el retrat de la meva mare”.

## Argument
El 1989, després de la mort de Salvador Dalí, la vella Anna Maria (interpretada per l’actriu gal·lesa Sian Phillips), rep Maggie, una amiga de quan se’n va anar a estudiar a la Universitat de Cambridge, l’any 1930, que la reconforta per la mort del seu germà.

## Repartiment
- Siân Phillips com Anna Maria Dalí[4]
- Eulàlia Ballart com a Anna Maria Dalí de jove
- Claire Bloom com a Maggie
- Joan Carreras com a Salvador Dalí de jove
- Joan Pera
- Vicky Peña
- José Carmona com a Federico Garcia Lorca
- Josep Maria Pou com a pare de Dalí
- Mercè Pons com a Emília Pomés (cuidadora d'Anna Maria)[3]

## Al voltant de la pel·lícula
Es va rodar els mesos de maig i juny de 2017 a Cadaqués principalment a la casa d'Anna Maria d’es Llaner, principalment, i també en els carrers de la vila, el cementiri, Port Lligat i el camí de ronda. També es va rodar a Figueres i Púbol.